# Понтийско царство
Вижте пояснителната страница за други значения на Понт.
Понтийското царство (Regnum Pontii; Pontus; Πόντος) се намирало в областта Понт в Североизточна Мала Азия, по брега на Черно море (Πόντος Εύξεινος или Pontus Euxinus). Граничи с Витиния.
Царството е основано през 301 пр.н.е. от Митридат I. До 63 пр.н.е. е управлявано чрез регенти. Столици са били Амасия и Синоп.
По времето на цар Митридат VI (132 пр.н.е. – 63 пр.н.е.) царството обхваща освен Кападокия също Колхида, части от Пафлагония и територията Армения.
Царството се унищожава след трите Митридатови войни срещу римските военачалници Луций Корнелий Сула, Лукул и Помпей Велики.
През 63 пр.н.е. Помпей Велики присъединява Понт към Римската империя и го обединява с Витиния в двойната провинция Витиния и Понт.
През 295 г. Диоклециан разделя територията на четири провинции Dioecesis pontica:
1. Пафлагония
2. Diospontus, по-късно Helenopontus
3. Pontus Polemoniacus
4. Малка Армения